# Tongmenghui

Bandera de la República de la Xina (des del 1928). En l'actualitat és la de Taiwan

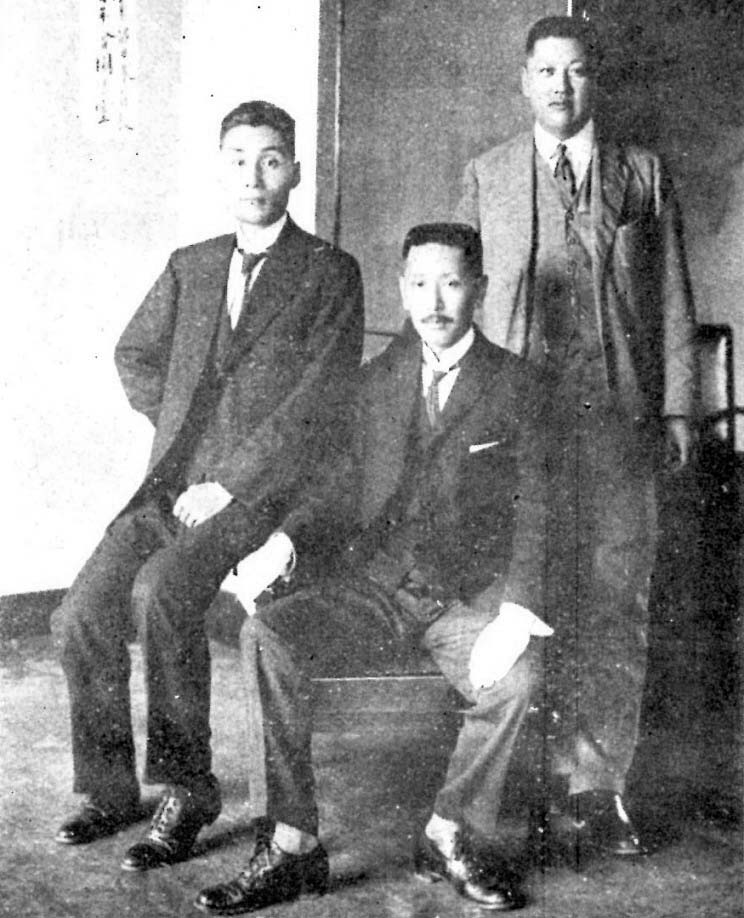
Ma Boyuan, Yu Yinglu i Zhou Yu

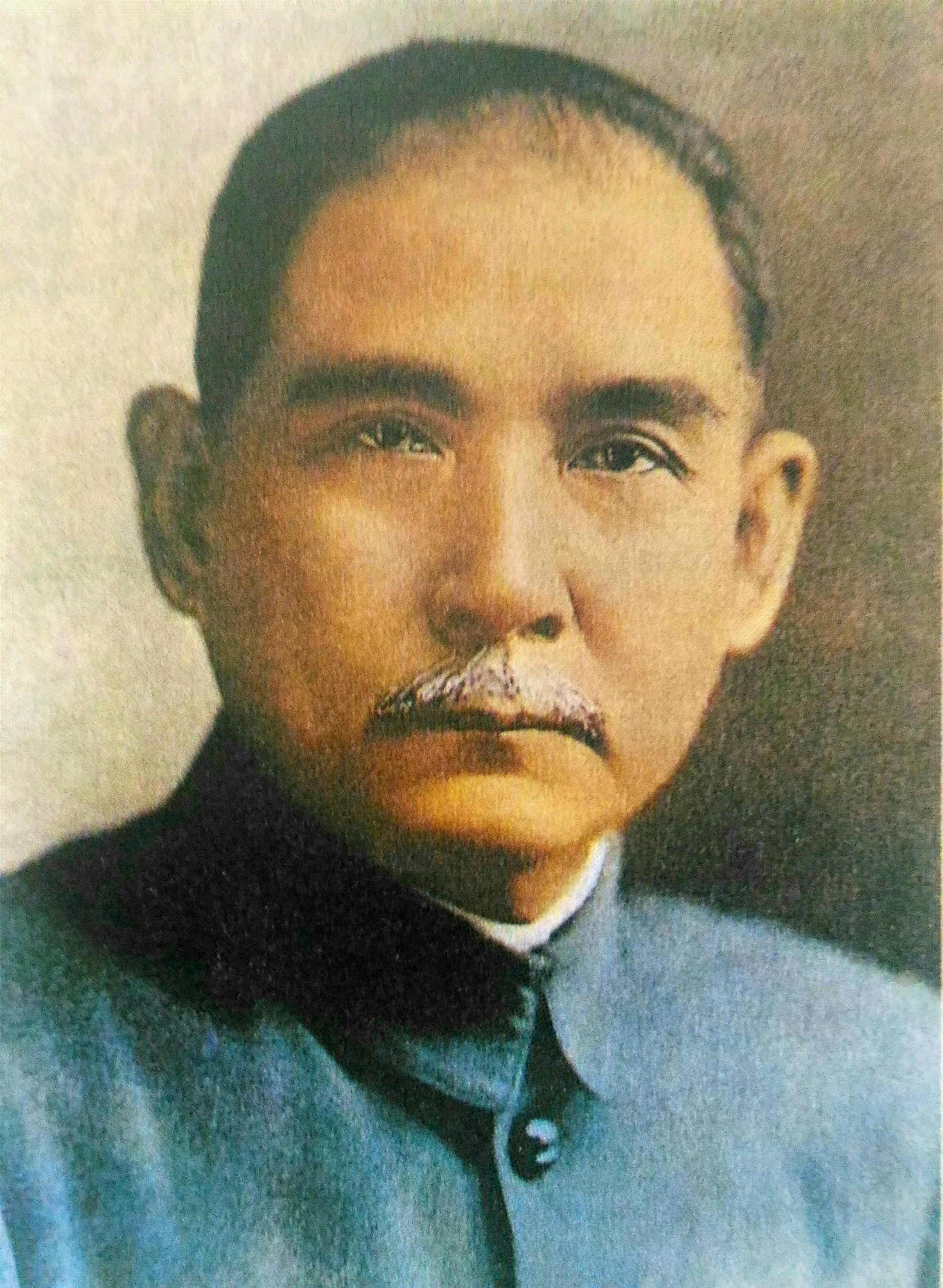
Sun Yat-sen, "Pare de la Pàtria"

Tongmenghui (xinès simplificat: 同盟会; xinès tradicional: 同盟會; pinyin: Tóngménghuì), va ser una societat secreta republicana que va tenir un paper decisíu en el final de la dinastia Qing. També coneguda com a Aliança Unida i Aliança Revolucionària de la Xina. Fundada a Tòquio el 1905 com a resultat de la unió de diversos grups antimanxús i, a diferència d'aquests nuclis previs, va ser una organització amb objectius molt clars (nacionalisme, democràcia i la concepció d'un govern socialitzant) i ben estructurada.
Comptava amb una publicació oficial (“Minbao“). Entre els seus principals líders figuraven Sun Yat-sen i Song Jiaoren. Els seus membres quan van retornar a la Xina van propagar les seves idees i van iniciar les seves tasques subversives. Els seus partidaris a l'estranger van aconseguir finançament per a les seves activitats. La seva influència va arribar a molts oficials de l'exèrcit. Amb el triomf de la denominada Revolució Xinhai, Xina esdevé una república. L'agost de 1912, juntament amb altres grups nacionalistes es va fundar el Kuomintang.